# 布霍德莱区
布霍德莱区是索馬利亞時期的一個區，而該州實際上由卡图莫政府控制。首府為布霍德莱。

## 外部鏈結
- 布霍德莱区行政區域圖 （页面存档备份，存于）